# Grote Scheldeprijs 2000
Il Grote Scheldeprijs 2000, ottantaseiesima edizione della corsa, si svolse il 19 aprile per un percorso di 200 km. Fu vinto dall'italiano Endrio Leoni della squadra Alessio davanti agli olandesi Jeroen Blijlevens e Léon van Bon.

## Ordine d'arrivo (Top 10)
| Pos. | Corridore           | Squadra                  | Tempo    |
| ---- | ------------------- | ------------------------ | -------- |
| 1    | Endrio Leoni        | Alessio                  | 4h24'00" |
| 2    | Jeroen Blijlevens   | Team Polti               | s.t.     |
| 3    | Léon van Bon        | Rabobank                 | s.t.     |
| 4    | Ronny Assez         | Flanders-Prefetex        | s.t.     |
| 5    | Gian Matteo Fagnini | Team Deutsche Telekom    | s.t.     |
| 6    | Lars Michaelsen     | FDJ                      | s.t.     |
| 7    | Erik Zabel          | Team Deutsche Telekom    | s.t.     |
| 8    | Paolo Bossoni       | Cantina Tollo            | s.t.     |
| 9    | Tom Steels          | Mapei-Quick Step         | s.t.     |
| 10   | Matthew Gilmore     | Memory Card-Jack & Jones | s.t.     |